# Ludwig von Bürkel (Kunsthistoriker)
Ludwig von Bürkel, genannt Luigi von Bürkel (* 5. Juli 1877 in München; † 11. Juni 1946 in Benediktbeuern), war ein deutscher Kunsthistoriker.

## Leben
Ludwig von Bürkels Eltern waren der Ministerialdirektor Ludwig von Bürkel und dessen Frau Maria von Bürkel, geborene Rosipal. Sein Vater war zwischen 1877 und 1884 der Hofsekretär König Ludwigs II. von Bayern.
Nach dem Abitur am Maximiliansgymnasium München begann er an der
Ludwig-Maximilians-Universität München Geschichte zu studieren. Am 18. Juli 1896 wurde er im väterlichen Corps Franconia München aktiv. Zugleich diente er 1896/97 als Einjährig-Freiwilliger bei der Münchener Feldartillerie in der Bayerischen Armee. Er wurde am 19. Februar 1898 recipiert und am 26. Januar 1900 inaktiviert. Nach einigen Semestern an der Friedrich-Wilhelms-Universität zu Berlin und der Universität Innsbruck kehrte er nach München zurück, wo er 1903 zum Dr. phil. promoviert wurde. Er hielt sich bis zum Ersten Weltkrieg abwechselnd in Florenz und München auf und widmete sich kunsthistorischen Arbeiten. Er gründete und leitete das Münchner Jahrbuch der bildenden Kunst und die Münchener graphische Gesellschaft. Bei Kriegsbeginn zog er mit einer Munitionskolonne an die Westfront. 1917 war er in Makedonien Sekretär der landeskundlichen Kommission. Bei der 14. Armee wurde er Ende 1917 „Kunstoffizier“ in Italien. Zuletzt war er Leiter der Landwirtschaft bei einer deutschen Kommandostelle in Udine. Er erhielt das Eiserne Kreuz II. Klasse und wurde als Leutnant entlassen. Nach dem Krieg betätigte er sich wieder als Kunsthistoriker und Kunsthändler. Später arbeitete er für den Rundfunk, den Volksbund Deutsche Kriegsgräberfürsorge. Er war Reisebegleiter in Italien, Frankreich und anderen Ländern. Im Zweiten Weltkrieg vollendete er eine Monografie über seinen Großvater, den Maler Heinrich Bürkel, dessen Werke 1941 in München ausgestellt wurden. Anfang der 1940er Jahre übersiedelte Ludwig von Bürkel nach Kochel am See. Er starb kurz im Juni 1946 vor seinem 69. Geburtstag im Krankenhaus von Benediktbeuern. Er hinterließ seine Frau Hahn-Nicolai, die er erst 1943 geheiratet hatte.

## Gedenkgrabstätte

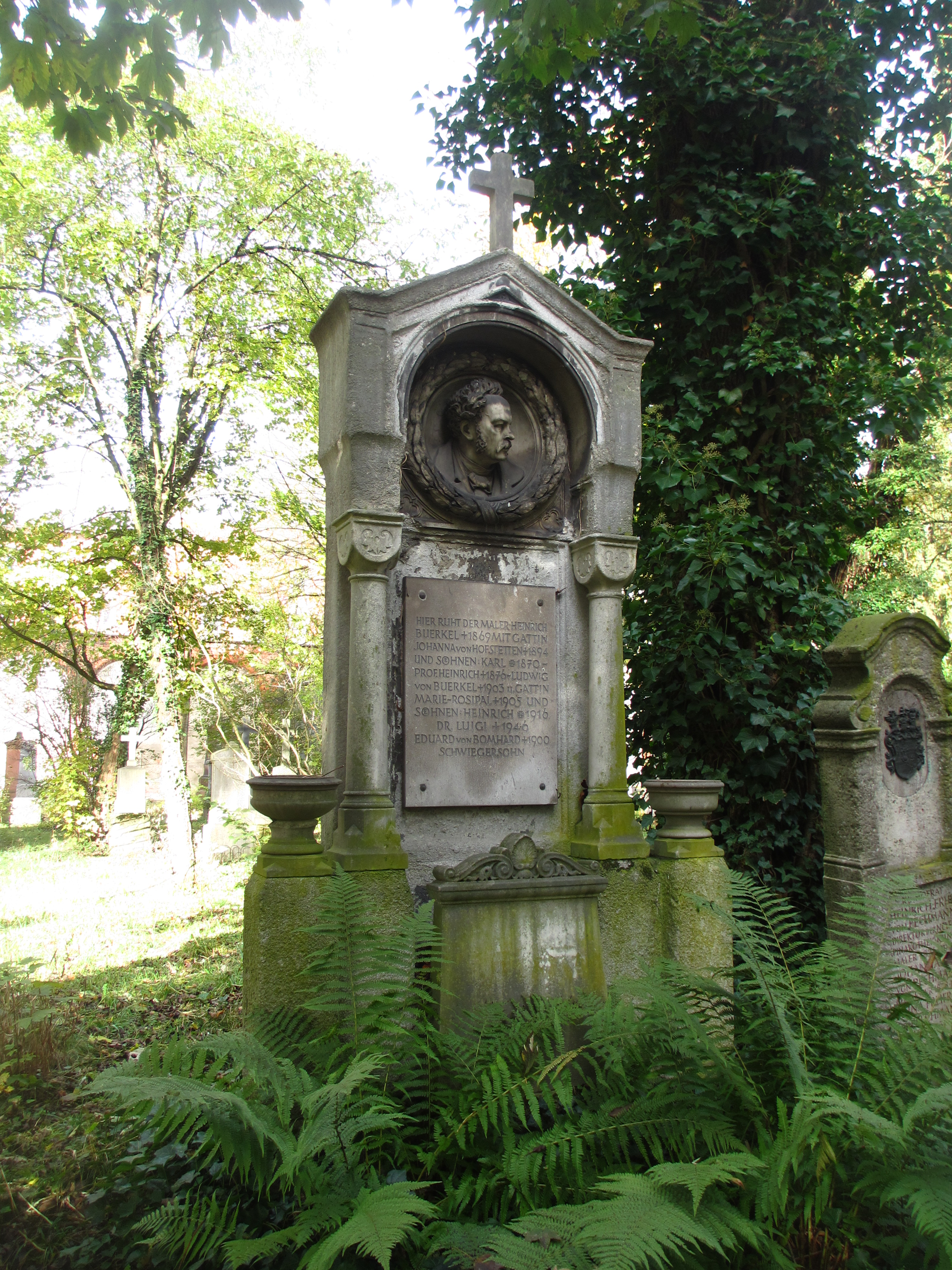
Grab der Großvaters Heinrich Bürkel auf dem Alten Südlichen Friedhof in München

Die eigentliche Grabstätte von Ludwig von Bürkel befindet sich in Kochel. Die Familien-Grabstätte „Bürkel“ entworfen vom Bildhauer Anselm Sickinger befindet sich auf dem Alten Südlichen Friedhof in München, errichtet als Grabstätte seines Großvaters, des Malers Heinrich Bürkel (Gräberfeld 38 – Reihe 1 – Platz 11/12) Standort.
In dem Grab sind laut Grabinschrift viele Familienangehörige begraben. Die Grabinschrift führt auch Ludwig von Bürkel als „DR. LUIGI † 1946“ auf. Die Nennung ist nur zum Andenken, da nach 1944 auf dem Alten Südlichen Friedhof keine Beerdigungen mehr stattfanden.

## Werke

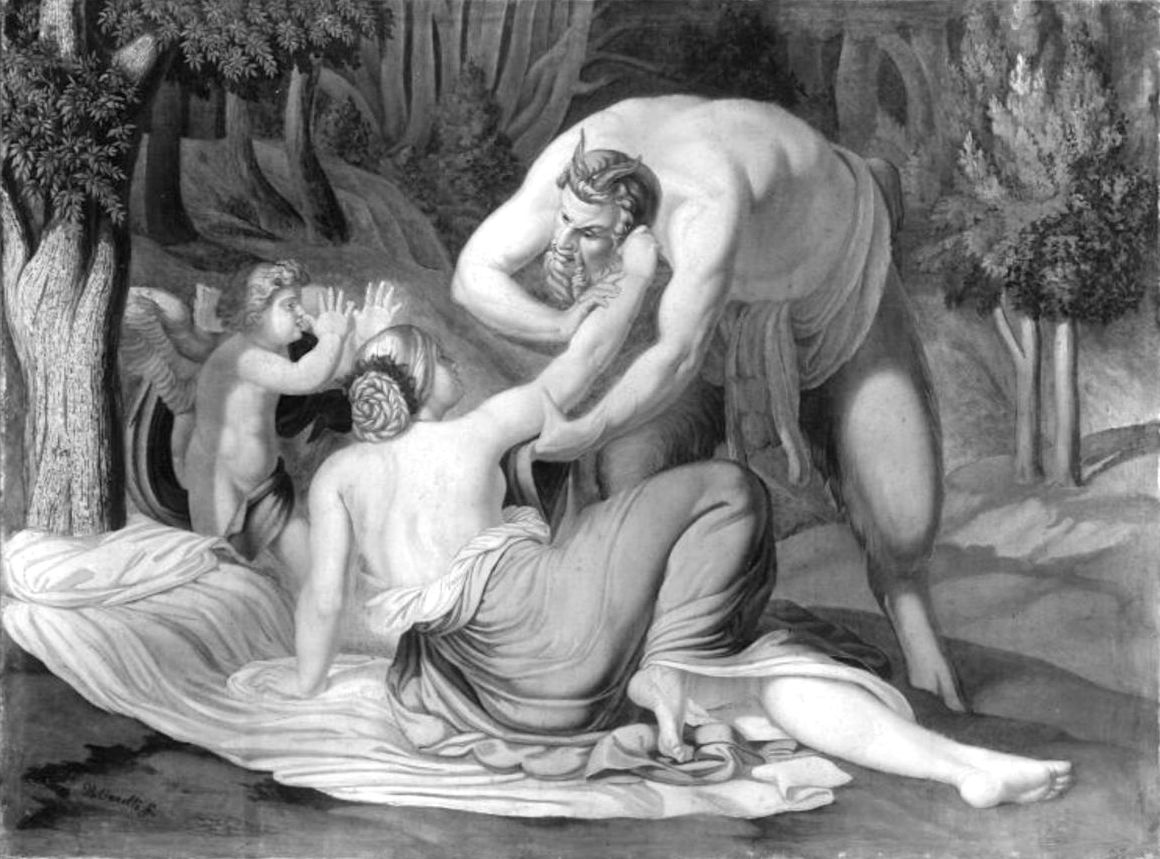
Satyr, Nymphe und Amor, um 1845/50 gemalt von Bonaventura Genelli; durch die Bayerischen Staatsgemäldesammlungen angekauft 1933 aus dem Besitz des Malers Heinrich Bürkel (1802–1869)

- Francesco Furini. Wien und Leipzig 1908.
- Bilder vom mazedonischen Kriegsschauplatz. Im Auftrag eines Generalkommandos hrsg. von der Münchener Graphischen Gesellschaft, 1917.
- Mit der 14. Armee nach Italien. Im Auftrag des Armee-Ober-Kommandos hrsg. von der Münchener Graphischen Gesellschaft, 1917.
- Heinrich Bürkel 1802-1869. Ein Malerleben der Biedermeierzeit. Bruckmann Verlag, München, 1940.
- Vom Rindermarkt zur Leopoldstraße. Jugenderinnerungen aus dem München König Ludwigs II. Aus dem Nachlass hrsg. von Marie Romeis. Pflaum, München, 1966.
- Ludwig von Bürkel: Gemälde und Handzeichnungen alter Meister, Plastik, Möbel, Werke des Malers Heinr. Bürkel aus dem Besitz des Dr. Ludw. v. Buerkel (Digitalisat des Versteigerungskatalog der Galerie Hugo Helbing). Helbing, München 1926.
- Ludwig von Bürkel: Gemälde alter Meister, vorwiegend der italienischen und französischen Schule des XV. - XVIII. Jahrhunderts, orientalische Textilien des XVI. und XVII. Jahrhunderts, Skulpturen: aus dem Besitze des Kunsthistorikers Dr. L. von Buerkel, München ; Auktion in München in der Galerie Helbing. Helbing, München 1910.